# 偶像大师 灰姑娘女孩
《偶像大師 灰姑娘女孩》是以街機用模擬遊戲《偶像大師》世界觀的元素構成，開發於行動裝置上的一款網頁形式免費社交網路遊戲，由DeNA營運和提供服務、運行於Mobage平台。2011年11月28日開始營運，最初只對應功能型手機（至2018年7月31日停止服務），2011年12月16日開始對應智慧型手機，2014年11月17日於Android、11月25日於iOS發布App。另外於2015年10月28日推出Google Chrome電腦版。
此作品已播出電視動畫，於2015年1月9日在日本首播。

## 概要
以《偶像大師》遊戲的世界觀作為藍本衍生出的全新故事和場景，集合原作中第二代遊戲（THE IDOLM@STER 2）765事務所的全部13位偶像，以及全新設計超過150位原創偶像角色的卡牌及育成遊戲。
玩家在遊戲中收集偶像卡牌，育成後變身成為更華麗的偶像卡牌。亮麗繪畫的偶像卡牌，其中一部份是由繪製《偶像大師 灰姑娘女孩》系列CD封套原畫的插畫家「杏仁豆腐」擔任繪製。
用戶需要登入日本Mobage才能進行遊戲。另外，沒能通過認證的玩家，只能以「簡單會員」的身份參加遊戲。「簡單會員」的玩家也能進行遊戲中的各項功能及設置，也能參與各個模式的遊戲以及參與特別活動，但是不能取得遊戲中的報酬、獎賞和道具。
遊戲基本上是完全免費進行的，採用「道具收費」模式，隨玩家以「MOBA COIN」自由購買遊戲中的道具。
遊戲最初期是以功能電話作為平台。2011年12月16日開始，智能電話平台上透過網頁瀏覽器也能進行網頁版的遊戲。
2014年4月5日，在 Live 活動「THE IDOLM@STER CINDERELLA GIRLS 1stLIVE WONDERFUL M@GIC!!」第一場的演唱會中公佈了動畫化的消息，2015年1月9日電視動畫版首播。
2014年11月17日及25日，在遊戲的三週年紀念活動中分別推出智能電話安卓 以及iOS系統平台的應用程式版本。
2014年12月2日，Daum Mobage代理推出韩国版，并添加3个韩国版专用偶像角色。
隨著參與此遊戲人數的增加，此作陸續出現在各個媒體中。有漫畫、電台廣播劇、角色歌曲 CD、聲優演出的 Live 演唱會等。
2016年3月14日，韩国版终止服务。日本版的服务也于2023年3月30日关闭。網站也在當天關閉。

## 遊戲大綱
遊戲主人翁是一名藝能事務所的製作人，遊戲的目標是創立自己的藝能事務所（動畫版中為346事務所）來招募和培育偶像，通過進行相關活動讓旗下的偶像獲得廣大的歌迷支持，從而成為頂級製作人。遊戲開始時玩家會遇到島村卯月、澀谷凜、本田未央這三位偶像侯補生，玩家可以招攬其中一位，成為萬人擁戴的偶像。
發掘新人偶像也是製作人的工作之一，走訪不同地方能發掘更多的新人偶像，完成遊戲中的關卡可以通往更多的地方。玩家招攬更多有實力的偶像，便能打造出自己獨一無二的偶像組合團隊。
遊戲的主軸有日常工作和Live對戰。
玩家通過日常的工作，讓偶像進行例如唱片錄音、唱片發佈會、採訪、簽名會等等的工作提升人氣。
玩家安排偶像進行Live活動，展現實力以吸納更多的歌迷來增加名聲。
作為製作人，工作是要把偶像侯補生培育發展，讓她們能力提升，出道成為偶像在舞台上展現最光芒的姿彩，訓練和特訓是便是關鍵所在。
訓練是提升偶像經驗和能力的要素，使偶像得到最大的發揮；
特訓則可以令偶像的潛力得到解放，穿上華麗的舞台服裝，搖身一變成為具有個性獨當一面的偶像。
除了主線任務之外，遊戲中亦有支線活動。在不定期常設的特別活動中可以讓偶像得到更華麗閃耀的變身。
製作人通過這些來提升經驗，集合磨練成材訓練有素的頂級偶像，成為實力強勁的玩家。

## 遊戲系統

### 卡牌的說明
卡牌是玩家在遊戲中作為製作人所擁有的偶像，收集能力值強的卡牌有助打造玩家獨一無二的偶像組合。
玩家透過「轉蛋」、「工作」、「自由貿易」、參與特別活動等來獲得，透過「學習」、「特訓」來讓偶像卡牌得到成長。
名字
特定構圖的卡牌擁有所賦與的既定「名字」（名前），這是玩家不能更改的。
「N級」和一少部份「R級」卡牌的名字是單純的偶像名字，例如：「神崎蘭子」。
當兩張相同的卡牌合成之後，會變成「名字+」，例如：「神崎蘭子+」。
「SR級」和大部份「R級」卡牌的名字，都是帶有特別活動題目的，像：「[題目]名字」，例如：「[灰姑娘女孩]神崎蘭子」。
屬性
偶像卡牌共有以下三種屬性（タイプ）：
- CUTE，卡色：粉紅
- COOL，卡色：藍
- PASSION，卡色：黄

另外還有本系列獨有的非偶像角色「TRAINER」（トレーナー），卡色：淺綠。「TRAINER」卡牌在相片冊中是被放置在「PASSION」的相片冊底下的。
每個偶像各自屬於不同的屬性。這三種屬性在對戰中是互相勀制的，若果數值相同的兩張卡牌，CUTE 會戰勝 COOL，如此類推的一個循環相勀。
稀有度
稀有度（レア度）即卡牌的稀少珍貴程度，共有三個級別，由低至高列出如下：
- 「N級」（ノーマル，NORMAL）
- 「R級」（レア，RARE）
- 「SR級」（Sレア，S RARE）

稀有度高的卡牌攻擊和防備的始初值、等級上限值和親愛度上限值都較高。
卡牌的其它參數
卡牌上還有跟 LIVE BATTLE 對戰相關的參數，例如「消費度」（コスト）、攻擊值、守備值、等級（Lv）。
除此之外，還有關於偶像角色方面的詳細資料，例如年齡、身高、體重，三圍、出生日期、星座、血型、特技等。
前鋒隊員的組成
編成「前鋒隊員」（フロントメンバー）讓玩家創造自己獨一無二的偶像組合。
玩家所持有的偶像卡牌之中，先要選定一位作為「隊長」（リーダー），然後可以再多選 4 名偶像卡牌加入「前鋒隊員」（フロントメンバー），組成合共最多 5 人的「前鋒隊員」。
玩家可以組成以下兩個隊伍：
- 「攻擊隊伍」
- 「守備隊伍」

能夠被編成到「前鋒隊員」的偶像卡牌的數目是視乎玩家目前的「攻擊消費值」／「守備消費值」的多少而定的，消費值越大，能夠出場參戰的偶像卡牌便越多。
相同「名字」的卡牌，不能一起加入到「前鋒隊員」當中，但是相同偶像不同「名字」的卡牌則可一起加入。

### 遊戲主軸
遊戲的主軸是不斷進行日常工作，以及安排偶像進行 Live 對戰，以獲得經驗值的提升、親愛度的提升、金錢的增加、招攬更多的偶像、吸納更多的歌迷，以及開啟更多的關卡。

#### 工作
在不同的「工作區域」（エリア）中消耗「耐力」值來進行「工作」（お仕事）任務，目標是要完成每個關卡的工作任務的遊戲模式。從「工作」中可以獲得偶像卡牌，完成「工作」後可以獲得報酬。
「工作區域」是按日本地域來劃分，每個區域各有4個場地，每個場地各有5種類的「工作」任務關卡給玩家進行。通過進行「工作」能夠獲得報酬，當達成度到100% 時該項「工作」完成。
當一個「工作區域」內的 5 個「場地」的所有「工作」在首次完成之後，會出現該關卡的 LIVE BATTLE IDOL（ライバルアイドル）。
被玩家設為「隊長」（リーダー）的偶像卡牌會與該關卡的 LIVE BATTLE IDOL 單獨進行 LIVE 獨唱對決，當玩家勝出之後會獲得通關的報酬。
透過不斷工作來增加經驗值，在經驗值升滿時，玩家自身的等級（Lv）會獲得一個等級的提升。隨著玩家等級的提升，能力亦會越多。

#### LIVE BATTLE 對戰
是與其他玩家進行對戰的一種遊戲模式。
進行一次主動的 LIVE BATTLE 對戰（LIVEバトル、ライバル）會消耗掉玩家當前的全部「攻擊消費值」（攻コスト），對方玩家以「守備隊伍」來迎擊。
相反，若果是被其他玩家挑戰的話，「守備消費值」（守コスト）會被扣掉一部份，以迎戰來自其他玩家「攻擊隊伍」的攻擊。
在當前足夠「攻擊消費值」下能使出的卡牌的，卡牌的攻擊值／守備值會總加起來，成為總攻擊／守備發揮值。
讓發揮值得到進一步加乘的有以下因素：
- 當「攻擊消費值」／「守備消費值」大於「前鋒隊員」的總「消費度」時，玩家持有的其他卡牌亦會加入成為「後援隊員」（バックメンバー）參與 LIVE BATTLE 對戰之中。
- 使用與玩家本身屬性相同的偶像卡牌。
- 透過導具物件「星輝紋章」（スターエンブレム）來獲取的「APPEAL BONUS值」（アピールボーナス）。
- 透過加入事務所（プロダクション）所獲得的「設施」加乘。
- 持有「特技」的卡牌，有機會被發動帶來加乘效果。
- 挑戰完一場 LIVE BATTLE 對戰之後，處於覺醒狀態時的發揮值加乘。

透過 LIVE BATTLE 對戰的進行，玩家在戰勝其他玩家之後，便能夠從其他的玩家奪取選定的「舞台服裝」或金錢。
而守備的一方可以使用「鎖」（鍵付きクローゼット）來防範，以保護自己集得的「舞台服裝」。每施加一個「鎖」，可以對抗從其他對手一次的挑戰。
在 LIVE BATTLE 對戰模式中，是純數值的比併，以數值較高的一方獲勝。
不過在此遊戲中亦有一個例外，以防止玩家恃強凌弱。當玩家主動發動一場 LIVE BATTLE 對戰，挑戰比自己弱小等級差距很遠的玩家的時候，因為這種欺凌行為得不到「歌迷」的支持，在全場「歌迷」一片噓聲之中玩家會在系統設定的這個「BOOING」」（ブーイング）機制下自動落敗。

#### 轉蛋
要招攬更多的偶像，最快捷的方法是透過「轉蛋」（ガチャ）這一手段。
轉蛋分為完全免費只消耗「友情點數」（友情ポイント）、使用道具，以及直接使用「MOBA COIN」（モバコイン）消費的幾種方式，透過「轉蛋」能隨機獲得不同級別的偶像卡牌。

### 偶像養成
進行「練習」和「特訓」可以提升偶像卡牌的能力，使偶像的實力發揮至頂峰。

#### 練習
進行「練習」（レッスン）是讓偶像卡牌得到能力提升的渠道。
消耗其他偶像卡牌作為「練習夥伴」（レッスンパートナー） 以讓進行「練習」的偶像卡牌得到成長。當偶像卡牌的成長度升滿時，偶像卡牌的等級（Lv）便會升級，從而攻擊值和守備值獲得相應的提升。
- 「名字」與進行「練習」的偶像卡牌相同的偶像卡牌是不能選擇作為「練習夥伴」的。
- 使用「消費度」或「稀有度」高的偶像卡牌作為「練習夥伴」時，能獲得更大的成長度升幅。
- 使用相同屬性的偶像卡牌作為「練習夥伴」時，能獲得較大的成長度升幅。使用「TRAINER」系卡牌的時候，不論哪一個種類的偶像卡牌也能獲得相同的成長度升幅。
- 使用持有「特技」的偶像卡牌作為「練習夥伴」時，進行「練習」的偶像卡牌本身的特技等級有機會獲得提升。
- 當偶像的等級提升到最大值時，只能選用持有「特技」的偶像作為「學習搭擋」以繼續進行學習，以提升特技等級。
- 「練習」時會隨機發生「完美練習」（パーフェクトレッソン），成長度的升幅會更高。
- TRAINER 系卡牌以及從招待其他玩家而得來的偶像是不能進行「練習」的。（其初始成長度已經是100%）

#### 特訓
進行「特訓」是讓偶像卡牌脫變，能力突破上限的渠道。
將「名字」相同的 2 張偶像卡牌合成，使之成為1張「名字+」的卡牌即完成「特訓」。「特訓」以後的效果如下：
- 名字尾會附加「+」表示有經過「特訓」，偶像卡牌的構圖在特訓後服裝會更換成舞台服裝或主題服裝。
- 等級、特技值回歸到始初值 1。

- 在一般情況下進行的「特訓」，「特訓」後的卡牌，基礎的攻擊值和守備值會較原來的卡牌的基礎值增加 5%。
- 若果進行「特訓」的 2 張偶像卡牌的等級已經達到最高，「特訓」之後基礎值會增加 10%。

- 卡牌的等級上限、親愛度上限值增加。
- 攻擊值與守備值會隨着等級和親愛度上升而影響加乘。
- 「特訓」後的親愛度是兩張卡牌親愛度的總和。
- 部份偶像的身高、體重、三圍會在經過特訓後有所變化。
- 不過也有部份不可合成的特殊卡牌存在。

### 團隊協作

#### 事務所
相當於一般網路遊戲中「商會」或「戰隊」功能的團隊組織，打造強大的事務所團隊，有利於遊戲的進行。
當玩家的等級達到 Lv5 便能創立自己的事務所（プロダクション），成為社長（代表），並且招攬其他玩家成為社員和設立副社長（副代表）。
玩家亦可以申請加入現有的事務所。
成為事務所的一員，通過團隊協作，有利於部份特別活動遊戲中的進行。而且，有些特別活動是以事務所為單位的進行的，沒有加入事務所便不能參與這些特別活動。
加入事務所之後，便能夠參加每週的「事務所排名」（プロダクションランキング）。
玩家在所屬的事務所透過「增資」以讓事務所累積「金錢」，從而讓事務所得到發展和等級的提升。當事務所集得足夠的「金錢」後便可以「增築」建造設施，以讓玩家在 LIVE BATTLE 對戰中得到加乘效果。
隨着發展度上升，能容納的社員數會增加。事務所吸納的玩家社員越多，便能集合的社內一眾玩家的力量，以在每週的「事務所排名」和其他特別活動中爭勝。

#### 製作人排名獎狀
原名「プロデューサーランキングアワード」，即「Producer Ranking Award」，遊戲中有時會以「PRA」略稱，是每週之內收集得到的「歌迷」數目的比賽排名。
這個獎狀分為製作人排名和事務所排名。玩家本身有一個製作人級別（プロデューサーランク），而所屬的事務所也有一個事務所級別（プロダクションランク）。在每週的比賽之中，排名的計算是在同一級別的玩家之間，和同一級別的事務所之間進行的。
當玩家或者所屬的事務所獲得的「歌迷」數達到一定數量，級別便會提升。
- 製作人排名

是玩家的個人排名，表示玩家在所屬的級別之中的名次。在同一級別之中入圍的玩家，在排名公佈之後便能夠獲得獎賞。
- 事務所排名

是事務所的排名，表示事務所在所屬的級別之中的名次。在同一級別之中入圍的事務所，在排名公佈之後，事務所的全部社員便能夠獲得獎賞。
另外，若果社員在該週沒有獲得「歌迷」，儘管其所屬的事務所獲得獎賞，該名玩家成員也不會獲得獎賞。
報酬
每周星期一會對上週的「歌迷」集得數量進行統計，並公佈排名結果。
入圍的得獎者，排名越高，能得到的獎賞報酬越豐富。而級別越高，獎賞報酬也越豐富。入圍的得獎者，除了有獎賞報酬之外，亦會得到「獎盃」（トロフィー）及榮譽稱號。
「獎盃」和榮譽稱號在公佈結果的同時獲得，玩家自己獲得的「獎盃」和榮譽稱號會在顯示在玩家的簡介（プロフィール）頁面中出現。事務所獲得的「獎盃」和榮譽稱號會在顯示事務所的專頁之中。
「獎盃」和榮譽稱號在一個星期之後會被收回，按一週後新的排名再度發放。

#### 玩家之間的交易
贈送
可以透過「贈送」（贈り物），把「舞台服裝」、「偶像卡牌」、「道具物件」、「金錢」送給同一事務所的其他玩家。
同樣地，玩家也通過「贈送」從其他玩家獲得物品。玩家可以在自己的「願望物品」（ほしいもの）中把自己希望得到的 3 項物品羅列出來，以傳達給其他玩家。
2014年3月14日開始實施的新規制之下，玩家雙方必須是通過認證的玩家才能進行。
另外，以下情況是「贈送」不了的：
- 當對方玩家的同一系列「舞台服裝」只欠一個便集齊時；
- 贈送「舞台服裝」時，若果對方玩家的該系列「舞台服裝」還沒有被開發出來時；
- 當對方玩家所持該「道具物件」達上限值時。

貿易
可以透過「貿易」（トレード），以自己持有的「偶像卡牌」、「道具物件」、「金錢」來與同一事務所的其他玩家交換這三類的物品。玩家可以從對方玩家的所持有的偶像卡牌或道具物件清單挑選出想要作的「貿易」。當對方玩家確認之後，「貿易」 便會成立。
2014年3月14日開始實施的新規制之下，玩家雙方必須是通過認證的玩家才能進行。
自由貿易
2012年8月16日開始實施的新規制之下，讓玩家不限於同屬事務所的玩家，也可以與全部玩家進行交易。
玩家可以把持有的偶像卡牌，放在「自由貿易」（フリートレード）系統中登記（トレード登録），並且開出希望得到的條件（如特定的偶像卡牌、金錢、道具物件）。玩家也能透過「自由貿易」系統搜索希望得到的偶像卡牌，在清單中找到合適的交換條件，便可以自由進行貿易。
進行登記或者接受貿易，也需要消耗「自由貿易劵」（フリートレードチケット）來進行。
2014年3月14日開始實施的新規制之下，玩家雙方必須是通過認證的玩家才能進行。

#### 玩家之間的交流
遊戲之內，是能夠和其他玩家進行通訊的，但是並不設有透過名字或關鍵字搜尋特定的其他玩家的功能。
招募
玩家可以通過 Mobage 平台內，邀請（招待）還沒有開始此遊戲的「MOBA友」（モバ友）加入遊戲。
特定的時期中透過成功邀請到該期指定的招募人數，玩家便能得到不同的「特典偶像」報酬。
聲援
對其他玩家發送問候和留言。
對其他玩家「聲援」（応援）之後，可令自己和對方玩家同時獲得「友情點數」（友情ポイント），儲得的「友情點數」越多，便能進行更多的免費轉蛋（LOCAL AUDITION 轉蛋）。
電子佈告欄、聊天室
每個事務所都有専用的電子佈告欄（BBS），讓同一事務所的社員之間使用，在電子佈告欄中相互通訊。
關愛
把其他玩家加入「書籤」索引的功能。讓玩家可以更方便地與所屬事務所之外的其他玩家進行溝通。
「關愛」（気に入り）清單最多只能加入20位玩家。

### 特別活動
此遊戲中經常推出不定期的常設特別活動（イベント），作為分支任務給玩家隨意參與，無論主軸的任務完成與否，只要在特別活動的舉行期間便能參與。
有部份特別活動是以事務所為單位進行，或者是在特別活動開始之前自由組成隊伍才能參加的。
IDOL LIVE ROYAL（アイドルLIVEロワイヤル）
這是偶像在舞台上舉行名為 Royal Live 的特別活動，遊戲的每場次中，玩家需要連續挑戰幾位隨機的其他玩家的偶像組合，成功挑戰之後才能跟官方選定出場的偶像組合在舞台上作 Live 一較高下。
活動中的主線有「舞台」（ステージ）關卡，玩家消耗「耐力」（スタミナ）來開啟「ROYAL BATTLE」（ロワイヤルバトル）。
透過消耗「BP」（バトルポイント）來使出發揮值擊倒其他玩家的偶像組合和官方偶像組合。
遊戲的主要目的，是在「ROYAL BATTLE」和「GUEST LIVE」中爭勝以獲得「ROYAL point」（ロワイヤルpt），爭取名次以獲得獎賞，是玩家跟玩家之間進行的比併。
DREAM LIVE FESTIVAL（ドリームLIVEフェスティバル）
這是偶像在舞台上舉行名為 Dream Live 的特別活動，遊戲的每場次中，官方選定出場的偶像組合會現身於舞台，讓兩隊由 5 名玩家組成的偶像組合隊伍比速度去擊倒。
活動中的主線有「LIVE舞台」（LIVEステージ）關卡，玩家消耗「耐力」（スタミナ）來開啟「DREAM LIVE」（ドリームLIVE）。
透過消耗「AP」（アピールポイント）來使出發揮值擊倒官方偶像組合。
遊戲的主要目的，是在「DREAM LIVE」中比其他玩家更快而且擊倒較多官方隊伍，爭取名次以獲得獎賞，是玩家小組跟玩家小組之間進行的比併。
TEAM 對抗 TALK BATTLE SHOW（チーム対抗トークバトルショー）
這是偶像在台上進行的 Talk Show 辯論直播節目，遊戲的每場次中，讓四隊由 5 名玩家組成的偶像組合隊伍，於台上進行互相辯論爭勝。
活動中的主線有「TALK STAGE」（トークステージ），關卡，玩家消耗「耐力」（スタミナ）來開啟與其中一個玩家隊伍的一個偶像組合進行「TALK BATTLE」（トークバトル）辯論。
透過消耗「 TALK POINT」（トークポイント；TP）使出攻擊發揮值來擊敗對手。
遊戲的主要目的，是在「TALK BATTLE」中爭勝，在四個隊伍之中爭取名次以獲得獎賞，是玩家小組跟玩家小組之間進行的比併。
PRODUCTION MATCH FESTIVAL（プロダクションマッチフェス）
這是偶像在舞台上舉行大型 Live 對唱比併的特別活動，遊戲的每場次中，會與被配對的事務所中的隨機社員玩家的偶像組合進行較量比併。
活動中沒有主線關卡，在每場次中不斷在舞台上進行「Battle Live」挑戰下一位玩家的偶像組合。
透過消耗「攻擊消費值」使出攻擊發揮值來擊敗對手。
遊戲的主要目的，是在「Battle Live」中爭勝，爭取名次以獲得獎賞，是事務所跟事務所之間進行的比併盛事。
IDOL PRODUCE（アイドルプロデュース）
這是官方設立特定主題下，讓玩家開發培育選定的偶像角色的限定活動。特定的主題例如節目拍攝的製作、舞台演出的製作等。
活動中設有三至四名偶像的主線關卡，玩家可以隨愛好自由選擇偶像。
玩家消耗「耐力」（スタミナ）來開啟與偶像一起「製作」的機會。
透過消耗特設的物品，協助偶像一起達成工作以增加該名偶像對玩家的好感度。
遊戲的主要目的，是協助偶像完成「製作」工作，該名偶像便會對玩家好感度升滿從而能招攬到旗下。
LIVE TOUR CARNIVAL 公演（LIVEツアーカーニバル 公演）
這是偶像在舉行連日的舞台劇公開演出的特別活動，每次活動的劇目都有不同的主題。遊戲的每場次中，與劇目相關的官方偶像組合會現身於舞台，讓玩家的偶像組合與之比併。
活動中的主線有「舞台」（ステージ）關卡，玩家消耗「耐力」（スタミナ）來開啟「UNIT LIVE」（ユニットLIVE）。
透過消耗「LP」（ライブポイント）來使出發揮值擊倒官方偶像組合。
遊戲的主要目的，是在「UNIT LIVE」中爭勝以獲得「EXCITE point」（エキサイトpt），爭取名次以獲得獎賞，是玩家跟玩家之間爭逐排名的比併。
PETIT DERERA COLLECTION（ぷちデレラコレクション）
這是 PETIT DERERA 舉行舞台 LIVE對決的特別活動。玩家可以組成4人的小組。遊戲的每場次中，官方派出一名PETIT DERERA於舞台，讓玩家的PETIT DERERA與之對決。
活動中沒有主線關卡，玩家消耗「EP」來使出發揮值擊倒官方的PETIT DERERA。
被擊倒的官方PETIT DERERA會不斷升級。遊戲的主要目的，是在「LIVE」中爭勝以獲得「聲援 point」，爭取名次以獲得獎賞，是玩家小組跟玩家小組之間爭逐排名的比併。
IDOL CHALLENGE（アイドルチャレンジ）
這是官方設立特定主題下，讓玩家開發培育選定的偶像角色的限定活動。特定的主題例如節目拍攝的製作等。
活動中設有三至四名偶像的主線關卡，玩家可以隨愛好自由選擇偶像。
玩家消耗「耐力」（スタミナ）來開啟以讓偶像進行「挑戰練習」（チャレンジレッスン）的機會。
透過消耗「CP」（チャレンジポイント），協助偶像完成練習以提升該主題的技能從而升級。
遊戲的主要目的，是不斷對偶像進行「挑戰練習」來升級，最終順利完成該主題的工作便能把該偶像招攬到旗下。

### 其他功能

#### 移籍
把卡牌變換成遊戲中的金錢（マニー），這和一般其他遊戲的「售賣」功能相同。
稀有度「R級」的卡牌，能夠通過「特別移籍」變換成「稀有金幣」（レアメダル）這種道具物件。
另外，當玩家的「可持有偶像卡牌數量」達到上限時，從「工作」中獲得或從「轉蛋」中獲得的偶像卡牌將會被自動移籍。

#### 女生宿舍
女生宿舍（女子寮）是讓卡牌可以自由存放及取出的一個與「倉庫」相同功能的地方。當玩家的「可持有偶像卡牌數量」達到上限時（始初值為 50），可以把部份卡牌移到女生宿舍存放，以騰出當前可持數量的空間來迎接新的卡牌。
女生宿舍是利用「稀有金幣」（レアメダル）通過「交換」功能而獲得的，集得一定數量才能換取。TRAINER系的卡牌只能存放到「導師室」（トレーナールーム），存放數量沒有上限。

### 達成和獎賞

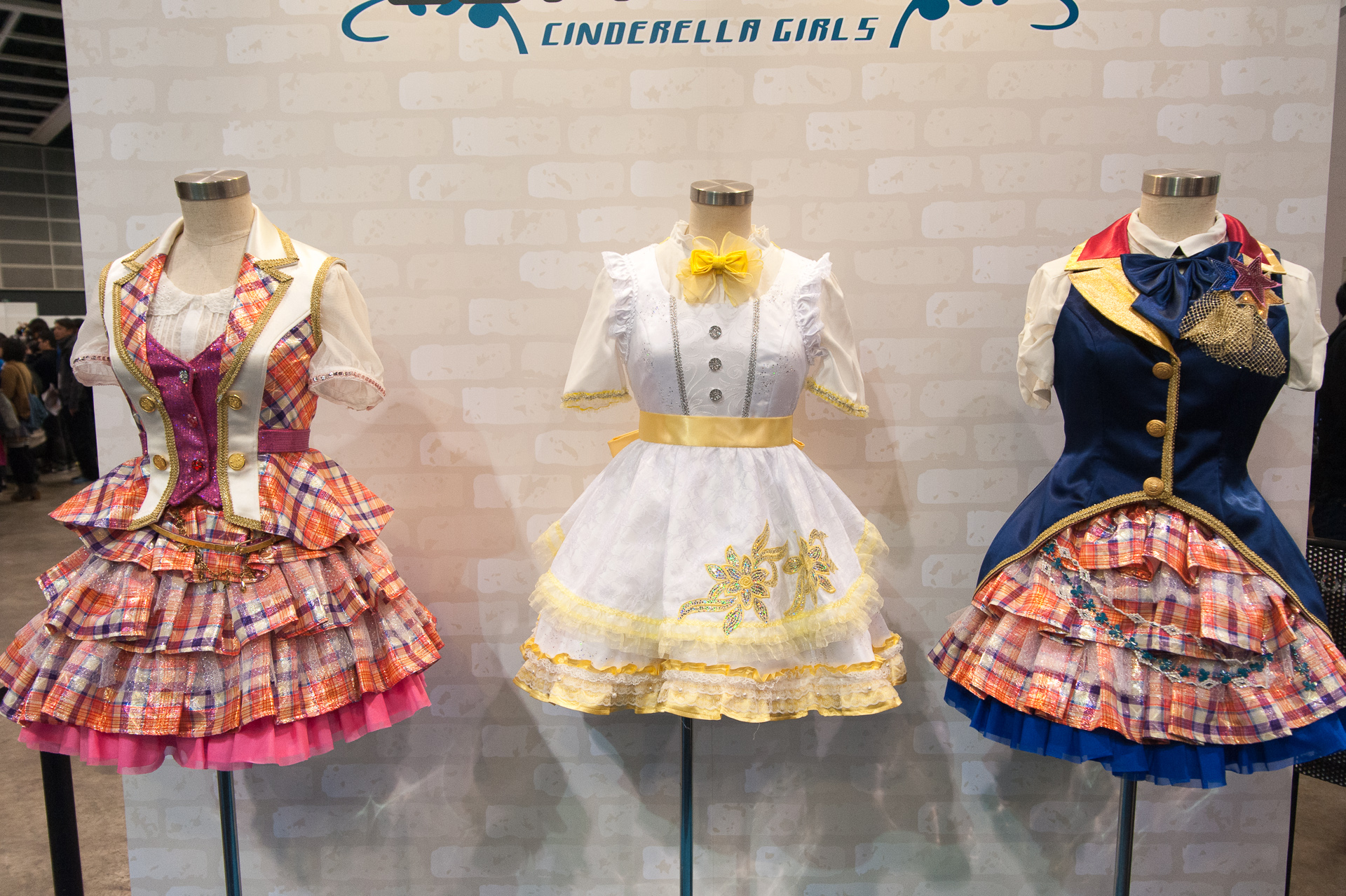
2015年C3日本動玩博覽展示的《偶像大師 灰姑娘女孩》舞台裝（香港會議展覽中心）

相片冊
相片冊（アルバム）是對偶像卡牌作閱覽的工具，目前持有或曾經擁有的偶像卡牌都能夠在相片冊中閱覽。
當相片冊中儲得的卡牌數量每達到一定數目時，便會能到相片冊獎賞（アルバムボーナス），玩家的「可持有偶像卡牌數量」的上限值便會得到提升。
親愛度
只有被編配到攻擊的「前鋒隊員」，才能在 Live Battle 對戰中獲勝，或透過進行「工作」中得到提升。
當玩家所擁有升滿「親愛度」的偶像卡牌數量達到一定數目時，便能獲得「親愛度」獎賞。
舞台服裝
透過以下方法，可以獲得「舞台服裝」（ステージ衣装）：
- 在特定的任務關卡進行「工作」。
- 從其他玩家贈送。
- 透過 Live Battle 對戰中獲勝從其他玩家手上奪得。

從各個不同的「工作」區域中能開啟出不同的「舞台服裝」，每個區域中各有6件不同顏色的同款「舞台服裝」。
不同屬性的玩家，從「工作」中獲得的「舞台服裝」的顏色都不相同，而且從「工作」中並不能取得全部顏色的「舞台服裝」，玩家必須透過與其他玩家進行 Live Battle 對戰，或其他方法取得才能集齊。
集齊6種顏色的同一款「舞台服裝」，便能獲得「衣裝集齊」報酬。

### 道具物件
「道具物件」（アイテム）主要是作回復參數之用的，例如「耐力補充飲品」、「能量補充飲品」等。

除了可以透過「MOBA COIN」（モバコイン）購買之外，從遊戲中的各種報酬中也可以得到其中一部份。

一些「道具物件」也可以通過其他玩家「贈送」而獲得，名稱為「MY」字開頭的「道具物件」是玩家個人專用而不能作「貿易」或「贈送」的。

### PETIT DERELLA
在此遊戲進入第三週年而設的特別紀念活動中，在 2014年10月30日推出了在原遊戲內的另一個育成遊戲系統。育成的對象，並不是偶像卡牌，而是此作的偶像人物化身成二頭身「Q版」比例的人偶，稱為「PETIT DERELLA」。
目前「PETIT DERELLA」這個系統被常設在此遊戲之中單獨運行的，玩家所持有的偶像卡牌跟這個系統的人偶沒有關係。
始初進入系統時，玩家只能從島村卯月、澀谷凜、本田未央之中選取其中一個。及後，玩家透過專用的「發掘金幣」（スカウトメダル）以獲得更多的「PETIT DERELLA」角色人物。
這個系統的主軸沒有任務關卡進行，是純粹對「PETIT DERELLA」角色人物進行育成，而且是消耗真實時間來進行的，玩家甚至可以為「PETIT DERELLA」角色人物更換服飾，以及和角色進行互動，玩法有點像「他媽哥池寵物蛋」。
雖然這個育成系統是獨立運行的，可是「PETIT DERELLA」人物也可以參與到此遊戲中的「LIVE BATTLE」以及各項特別活動之中，給玩家的攻擊編隊帶來額外的戰力。

#### PETIT DERELLA 的育成
PETIT 練習
讓「PETIT DERELLA」角色鍛鍊成長，玩家需要以真實時間來給「PETIT DERELLA」進行訓練以獲得能力值的提升。

「PETIT 練習」（ぷちレッスン）分為兩類：
- 「基本練習」（ベースレッスン）

分為消耗 1小時、3小時、7小時真實時間進行跑步鍛鍊，着重提升「PETIT 經驗值」（ぷちExp）。
- 「技術練習」（テクニカルレッスン）

分為消耗 2小時、10小時真實時間進行唱歌或演技的練習，着重提升「技能點」。
「PETIT DERELLA」角色的「PETIT 經驗值」的升滿時，等級便會提升一級。

技能樹板塊
「PETIT DERELLA」角色的總發揮值由「Vo」、「Da」、「Vi」三項能力值構成。

每一個「PETIT DERELLA」角色都有其獨立的「技能樹板塊」（テクニカルボード），透過「技能點」可以從技能樹上順序開啟樹上的節點，以獲得「Vo」、「Da」、「Vi」三項中的其中一項能力值的提升，直至技能樹開啟完滿為止。
玩家通過不同「PETIT DERELLA」角色所儲得的「技能點」是共用在所有「PETIT DERELLA」角色上的，玩家可以隨意分配「技能點」。

#### PETIT 服裝
這個系統另一個特色是，是像玩人偶一樣，可以替「PETIT DERELLA」角色更換衣服飾物，隨玩家的喜好作不同的配搭。
PETIT 金錢
是「PETIT DERELLA」的專用貨幣，目前在此育成系統中只能作購買「PETIT 服裝」使用。

透過在 LIVE BATTLE 中獲勝，或參與特別活動，可以獲得「PETIT 金錢」（ぷちマニー）。
PETIT服裝
「PETIT DERELLA」的專用服飾，分為帽子／髮飾、衣服、手飾／道具、腿飾／鞋四種類。獲得「PETIT 服裝」（ぷち衣裝）之後，玩家可以分配給持有的「PETIT DERELLA」，給角色人物換裝。「PETIT 服裝」是共用的，玩家可以分配給持有的所有「PETIT DERELLA」角色。

除了穿着之外，「PETIT 服裝」本身亦有其「Vo」、「Da」、「Vi」值。在「衣裝設定」的功能裏，可以為「PETIT DERELLA」設置十件「PETIT 服裝」作為裝備一般地使用，以增加角色的能力值。

而「穿着」和「裝備」兩者是沒有關聯的，穿着著的服飾不一定是要在裝備欄上的。

獲得「PETIT 服裝」的途徑：
- 使用「PETIT 金錢」可以購買一少部份的服飾。
- 使用「PETIT 金錢」可以進行「PETIT 服裝轉蛋」（ぷち衣装ガチャ）以獲得隨機的「PETIT 服裝」。
- 參與此遊戲中不定期的特別活動，當取得特定分數的時候便能獲得商店中沒有的限定「PETIT 服裝」；而且，在特別活動中進行的「轉蛋」亦有機會獲得限定的「PETIT 服裝」。
- 另外，在特別活動中取得指定的高位置成績，更能獲得能力值高的限定「PETIT 服裝」。
- 進行收費「轉蛋」有機會獲得。

## 出場人物簡介
此作中除了來自《THE IDOLM@STER 2》的 765 Production 所屬偶像（765プロ）的 13 個偶像角色之外作為客串出場之外，其餘均屬此作灰姑娘系列中的專屬原創角色。
《偶像大師 灰姑娘女孩》原創角色共 187 個角色，當中包含 4 個非偶像的「TRAINER」角色。
每個偶像角色分別屬於 CUTE（キュート）、COOL（クール）、PASSION（パッション） 的其中一個屬性，每個屬性的形象都各有特色。

## 電視廣告
- 2012年1月13日 － 11月登場的偶像有「渋谷凛」和「萩原雪歩」。[8]
- 2012年12月14日 － 24日登場的偶像有「十時愛梨」和「小日向美穂」。[9]
- 2012年12月25日 － 31日登場的偶像有「高垣楓」和「双葉杏」。
- 2013年2月1日 － 8日登場的偶像有「前川未來」和「城ヶ崎莉嘉」及「三村加奈子」和「城ヶ崎美嘉」。[10][11]
- 2013年2月8日登場的偶像有「本田未央」和「渋谷凛」和「島村卯月」。[12]

## 廣播
廣播節目是現場直播。8月30日星期四由HiBiKi Radio Station開始播放，從2012年9月5日星期三21時開始，在ニコニコ動画「響 -HiBiKi- チャンネル」中每週星期三開始現場直播，標題為「デレラジ!」。
- 主持人是為 CINDERELLA GIRLS角色歌獻唱，飾演島村卯月的大橋彩香、飾演渋谷凛的福原綾香、飾演城ヶ崎美嘉的佳村遙。

## CD作品
主条目：偶像大师CD列表#偶像大师 灰姑娘女孩

## 漫畫

### 灰姑娘女孩劇場
灰姑娘女孩剧场，日文原名为，是2012年3月28日起在游戏中连载的五格漫画，并已动画化。

### IDOLM@STER CINDERELLA GIRLS Shuffle!!
- 日文原名：

2012年8月2日在GANGAN ONLINE連載的官方短篇漫畫。每週輪流發表以下五部作品。
- 第1週/（暫譯：小小灰姑娘）作：みじんこうか

以「工作就是輸了」為座右銘的宅女小杏，被朋友硬拉去參加偶像明星的選拔試鏡，本來打算故意出醜落選回家，結果竟然……合格了！？ 廢柴要怎樣走上偶像之路呢？
- 第2週/（暫譯：灰姑娘★egg）作：凪庵

在都內某處的小小偶像事務所，那裡有著為了未來奮鬥中的偶像之卵，目標是成為偶像！！但是似乎路還很長……
- 第3週/（暫譯：今天開始做偶像）作：甘党

今井加奈，16歲，剛作為偶像出道，在偶像圈子裡還有很多東西需要學習，向著頂級偶像一步步進發！
- 第4週/（暫譯：小凜Lesson!）作：タチ

渋谷凜的訓練就要開始了!
- 第5週/（暫譯：舒暢旋律）作：阿部かなり ※那個月沒有第5週的話，就發布於第4週

講述成宮由愛、小日向美穗、佐佐木千枝三位偶像後備役的可愛日常生活。

### IDOLM@STER CINDERELLA GIRLS NEW GENERATIONS
- 日文原名：
- 暫譯：偶像大師 灰姑娘女孩 新世代

在《月刊GANGAN JOKER》2012年10月號（9月22日發售）開始連載。作畫為namo。

### IDOLM@STER CINDERELLA GIRLS ENSEMBLE!
- 日文原名：
- 暫譯：偶像大師 灰姑娘女孩 合奏曲

在《YOUNG GANGAN》2012年22號（11月2日）開始連載。作畫為千葉サドル with 樫葉ハルキ。

### IDOLM@STER CINDERELLA GIRLS ROCKIN' GIRL
- 日文原名：
- 暫譯：偶像大師 灰姑娘女孩 搖滾少女

在《月刊PINK GANGAN》2012年Vol.11（10月25日發售）開始連載。作畫為ハマちょん。

### アイドルマスター シンデレラガールズ 本日のアイドルさん
- 暫譯：偶像大師 灰姑娘女孩 本日的偶像

在『月刊PINK GANGAN』2012年Vol.12（11月24日發售）開始連載。作畫為木吉紗。

### IDOLM@STER CINDERELLA GIRLS COMIC ANTHOLOGY cute
- 日文原名：
- 暫譯：偶像大師 灰姑娘女孩 漫畫精選集 cute

封面：ぽよよん♥ろっく
插圖：桑島黎音／セレビィ量産型／浜弓場双／水無月徹
漫畫：うそねこ／梅干／小杉光太郎／コバシコ／こんがりぱすた／坂野杏梨／すきま／ソウマトウ／つむつむ／ハナツカ／ＨＲＤ／へーべー／みずみ／羊箱／ロドニィ
2012年10月25日由一迅社出版，募集同人漫畫編輯而成。
ISBN 9784758007115

### IDOLM@STER CINDERELLA GIRLS COMIC ANTHOLOGY cool
- 日文原名：
- 暫譯：偶像大師 灰姑娘女孩 漫畫精選集 cool

封面：ヤスダスズヒト
插圖：茜屋／絵家えり／コバシコ／種田優太／peg
漫畫：安倍川／イチヒ／うそねこ／オカモト／御眼鏡／桑島黎音／ねろたろう／HRD／博綺／へーべー／みずみ／宿屋 続／零壱／ロドニィ
2012年11月30日由一迅社出版，募集同人漫畫編輯而成。
ISBN 9784758007214

### IDOLM@STER CINDERELLA GIRLS COMIC ANTHOLOGY passion
- 日文原名：
- 暫譯：偶像大師 灰姑娘女孩 漫畫精選集 passion

## 電視動畫
2014年4月5日，在 Live 活動「THE IDOLM@STER CINDERELLA GIRLS 1stLIVE WONDERFUL M@GIC!!」第一場的演唱會中公佈了動畫化的消息。同時，在動畫官方推特上正式宣布此作動畫化，並正式設立本作的動畫官方網站，發佈宣傳影片，以及官方宣傳海報。
本作動畫版於2015年1月9日開始播放。

## 其他衍生遊戲

### 偶像大師灰姑娘女孩 G4U!
《偶像大師灰姑娘女孩 G4U!》是 Bandai Namco Entertainment 推出在 PlayStation 3 平台的偶像攝影遊戲。是一款電視動畫版推出後的衍生遊戲。

電視動畫版《偶像大師灰姑娘女孩》角色人物以3D立體形式出現在遊戲中，擺出各種姿勢，讓玩家拍攝的遊戲。拍攝後可以在遊戲中重溫。
- 《偶像大師灰姑娘女孩 G4U! VOL.1》／2015年4月23日發售
- 《偶像大師灰姑娘女孩 G4U! VOL.2》／2015年6月25日發售
- 《偶像大師灰姑娘女孩 G4U! VOL.3》／2015年7月23日預定發售
- 《偶像大師灰姑娘女孩 G4U! VOL.4》／2015年8月27日預定發售
- 《偶像大師灰姑娘女孩 G4U! VOL.5》／2015年9月25日預定發售

出場角色
島村卯月、澀谷凜、本田未央、城崎美嘉、城崎莉嘉、緒方智繪里、雙葉杏、神崎蘭子、安娜斯塔西婭。

### 偶像大師 灰姑娘女孩 星光舞台
《偶像大師 灰姑娘女孩 星光舞台》是萬代南夢宮娛樂在智能電話安卓以及iOS系統平台上推出的音樂遊戲，游戏已于2015年9月推出。

### 灰姑娘舞台
灰姑娘舞台（シンデレラステージ，Cinderella Stage）是一款實體的桌上卡牌遊戲，由日本Bandai於2015年3月27日推出。適合1 - 4人遊玩。
按照原著遊戲中的設定，角色分成三個屬性，不過屬性的名稱並不是原來的 CUTE、COOL、PASSION，而分別是 PINK、BLUE、ORANGE。每個顏色的屬性分別有 32 張不同的角色卡牌。
遊戲的主人公是藝能事務所的製作人，透過抽卡牌招募偶像，組成獨有的偶像組合，以打造強大的事務所。
每張偶像卡牌需要特定的條件才能招募的，當抽中其他特定卡牌時，便能觸發 EVENT 的機會，可以讓偶像組合來挑戰 EVENT卡。在 EVENT 中挑戰成功，能獲得特定的「星輝」點數。遊戲的勝利條件，是最先能累積得10「星輝」點數的玩家，便能勝出。

### SD節慶大會
SD節慶大會（SDフェスティバル，SD Festival）是一款實體的桌上卡牌遊戲，由日本的 Bandai 於 2015年2月14日推出。適合2 - 6人遊玩。

## 与其他游戏的联动

### 偶像大師 全力以赴
《偶像大師 全力以赴》是 Bandai Namco Games 推出在 PlayStation 3 平台的偶像育成遊戲，透過額外下載的 DLC，可以獲得《偶像大師灰姑娘女孩》的角色在遊戲中的 Live Battle 對戰中出場，以及在該遊戲的「S4U!」 模式下重溫鑑賞3D立體角色的歌曲和舞蹈。不過《偶像大師灰姑娘女孩》的角色是作為客串的特別嘉賓出場，並不能作育成。
出場角色
神崎蘭子（聲：內田真禮）
雙葉杏（聲：五十嵐裕美）
島村卯月（聲：大橋彩香）
澀谷凜（聲：福原綾香）
本田未央（聲：原紗友里）
高垣楓（聲：早見沙織）
new generations (島村卯月（聲：大橋彩香）、澀谷凜（聲：福原綾香）、本田未央（聲：原紗友里）)
專用對戰歌曲
／神崎蘭子
來自「CINDERELLA MASTER」CD系列。於2014年5月15日的DLC 創刊號中發佈。
／雙葉杏
來自「CINDERELLA MASTER」CD系列。於2014年8月26日的DLC 第4號中發佈。
S(mile)ING! ／島村卯月
來自「CINDERELLA MASTER」CD系列。於2015年1月29日的DLC 第9號中發佈。
Never say never／澀谷凜
來自「CINDERELLA MASTER」CD系列。於2015年2月25日的DLC 第10號中發佈。
／本田未央
來自「CINDERELLA MASTER」CD系列。於2014年3月25日的DLC 第11號中發佈。
／高垣楓
來自「CINDERELLA MASTER」CD系列。於2015年4月28日的DLC 第12號中發佈。
Star!! ／new generations
來自電視動畫《偶像大師灰姑娘女孩》的主題曲。於2015年5月26日的DLC 第13號中發佈。
／new generations
來自「CINDERELLA MASTER」CD系列。於2015年6月24日的DLC 第14號中發佈。

### GRANBLUE FANTASY

#### 灰姑娘女孩之幻想～少女們的冒險物語
- 日文原名：
- 中文暫譯：「灰姑娘女孩之幻想～少女們的冒險物語」

2014年10月14日，日本 Mobage 的一款智慧型手機網頁遊戲《GRANBLUE FANTASY》在官網上宣布了展開《偶像大師 灰姑娘女孩》 x 《GRANBLUE FANTASY》名為「灰姑娘女孩之幻想～少女們的冒險物語～」的在限定期間內的特別合併活動。
以《偶像大師 灰姑娘女孩》於2014年愚人節活動時發佈的冒險故事世界「灰姑娘的骰子♪」（ダイスDEシンデレラ♪）為基礎，穿上「FANTASY」衣裝的渋谷 凛、島村卯月，還有神崎蘭子，在「GRANBLUE FANTASY》遊戲中出場。
渋谷 凛和島村卯月是勇者同伴角色，而神崎蘭子是以「召喚石」名為「ブリュンヒルデ」的角色出場。
在活動期間中於《GRANBLUE FANTASY》遊戲中的分支任務「迷之生物討滅戰」中進行遊戲，當滿足特定的條件後，便能獲得這些《偶像大師 灰姑娘女孩》的角色，在《GRANBLUE FANTASY》遊戲中使用。
活動舉行期限
2014年10月14日 19:00 – 10月23日 17:00
出場人物
- 島村卯月（聲：大橋彩香）
- 澀谷 凛（聲：福原綾香）
- 神崎蘭子（聲：内田真礼）

故事內容
為了拍攝關於幻想的電影，島村卯月、澀谷凛，和神崎蘭子在衣舞室發現了各式各樣的衣裝，而熱衷地討論攝影的事情。
在這期間，突如其來出現的一束光把島村卯月包圍著，島村卯月隨著那束光一起消失。遇到甚麼事情都焦急起來的神崎蘭子，然後也被光束包圍著，同樣地隨著那道光一起消失。接著，澀谷凛也被奪目的光包圍著，目眩得甚麼也看不見。
隨著光束退去，澀谷 凛徐徐地張開眼睛。剛才還應該在衣舞室裡的，但是眼前的是一片茂盛廣闊的綠色森林。在澀谷凛感到茫然若失之際，一個巨大的黑影向她迫近……

#### 灰姑娘女孩之幻想～少女們的冒險物語（復刻）
- 日文原名：
- 中文暫譯：「灰姑娘女孩之幻想～少女們的冒險物語」

日本 Mobage 的一款智慧型手機網頁遊戲《GRANBLUE FANTASY》，在 2015年1月9日《偶像大師 灰姑娘女孩》動畫版首播的當天，在《GRANBLUE FANTASY》遊戲上以復刻活動為名，重新開展了之前推出過的相同的遊戲任務「灰姑娘女孩之幻想～少女們的冒險物語」。復刻活動中，遊戲的分支任務更名為「少女們的冒險物語」。
渋谷 凛和島村卯月是勇者同伴角色，而神崎蘭子是以「召喚石」名為「ブリュンヒルデ」的角色出場。
在活動期間中於《GRANBLUE FANTASY》遊戲中的分支任務「少女們的冒險物語」中進行遊戲，當滿足特定的條件後，便能獲得這些《偶像大師 灰姑娘女孩》的角色，在《GRANBLUE FANTASY》遊戲中使用。
活動舉行期限
2015年1月9日 – 1月19日 17:00
出場人物
- 島村卯月（聲：大橋彩香）
- 澀谷 凛（聲：福原綾香）
- 神崎蘭子（聲：内田真礼）

故事內容
與「灰姑娘女孩之幻想～少女們的冒險物語」一樣。

#### 灰姑娘女孩之幻想～夢的延續在天空的前方
- 日文原名：
- 中文暫譯：「灰姑娘女孩之幻想～夢的延續在天空的前方」

日本 Mobage 的一款智慧型手機網頁遊戲《GRANBLUE FANTASY》，在 2015年1月16日繼續推出與《偶像大師 灰姑娘女孩》於限定期間內的特別合併活動。名為「灰姑娘女孩之幻想～夢的延續在天空的前方」。
本田未央和城崎美嘉是勇者同伴角色，而諸星煌梨是以「召喚石」的角色出場。
在活動期間中於《GRANBLUE FANTASY》遊戲中的分支任務「夢的延續在天空的前方」中進行遊戲，當滿足特定的條件後，便能獲得這些《偶像大師 灰姑娘女孩》的角色，在《GRANBLUE FANTASY》遊戲中使用。
活動舉行期限
2015年1月16日 – 1月25日 23:59
出場人物
- 本田未央（聲：原紗友里）
- 城崎美嘉（聲：佳村遙）
- 神崎蘭子（聲：内田真礼）

故事內容

#### 灰姑娘女孩之幻想～新的來訪者
- 日文原名：
- 中文暫譯：「灰姑娘女孩之幻想～新的來訪者」

日本 Mobage 的一款智慧型手機網頁遊戲《GRANBLUE FANTASY》，在 2015年5月11日繼續推出與《偶像大師 灰姑娘女孩》於限定期間內的特別合併活動。名為「灰姑娘女孩之幻想～新的來訪者」。
川島瑞樹、前川未來、雙葉杏是勇者同伴角色，而諸星煌梨是以「召喚石」的角色出場。
在活動期間中於《GRANBLUE FANTASY》遊戲中的分支任務「新的來訪者」中進行遊戲，當滿足特定的條件後，便能獲得這些《偶像大師 灰姑娘女孩》的角色，在《GRANBLUE FANTASY》遊戲中使用。
活動舉行期限
2015年5月11日 – 5月22日 17:00
出場人物
- 川島瑞樹（聲：原紗友里）
- 前川未來（聲：高森津奈美）
- 雙葉杏（聲：五十嵐裕美）
- 諸星煌梨（聲：松崎麗）

故事內容

### 太鼓之達人
- 日語名稱：

是 Bandai Namco Games 的街機遊戲《太鼓之達人》，於2015年1月底發表的《偶像大師灰姑娘女孩》和《太鼓之達人》的限定合併活動，《偶像大師灰姑娘女孩》的歌曲也出現於機街版的遊戲之中供玩家挑戰，同時《偶像大師灰姑娘女孩》的 Q版人偶「PETIT DERERA」島村卯月、澀谷凜、本田未央等一眾角色也出現在歌曲中跳舞。
《偶像大師灰姑娘女孩》的歌曲於這個活動中率先出現在遊戲中。
另外，《偶像大師灰姑娘女孩》的玩家，只要製作人級別達到等級10，便能透過專用卡片在街機版的《太鼓之達人 きみどりVer.》遊戲中優先啟動本應只在2015年3月中旬才公開推出的電視動畫版《偶像大師灰姑娘女孩》主題曲「Star!!」，以優先試玩新的曲目。
優先推出日期：2015年1月29日 – 2015年3月31日
- 日語名稱：

《偶像大師灰姑娘女孩》的玩家，只要製作人級別達到等級15，便能透過專用的序列號於《太鼓之達人 きみどりVer.》遊戲中優先啟動電視動畫版《偶像大師灰姑娘女孩》第二季主題曲「Shine!!」，以優先試玩新的曲目。
優先推出日期：2015年10月1日 – 2016年1月31日

## 脚註

## 外部連結
- アイドルマスターシンデレラガールズ（Bandai Namco Games官方網站） （页面存档备份，存于） （日語）
- 「IDOLM@STER CINDERELLA GIRLS」×「Square・ Enix」官方網站 （页面存档备份，存于） （日語）
- IDOLM@STER CINDERELLA GIRLS Shuffle!! - 漫畫 - GANGAN ONLINE -SQUARE ENIX- （页面存档备份，存于）（日語）
- IDOLM@STER CINDERELLA GIRLS ROCKIN' GIRL | PINK GANGAN | SQUARE ENIX （页面存档备份，存于） （日語）
- アイドルマスター - モバゲー(Mobage) by DeNA（日本 MOBAGE 官方網站） （页面存档备份，存于） （日語）